# Exemplaire
Exemplaire est une maison d'édition de bande dessinée ouverte en 2021 par l’autrice Lisa Mandel.

## Principe
Exemplaire propose un modèle entre l’édition classique et l’auto-édition,, où les auteurs et autrices choisissent leur implication dans la création du livre, et les coûts sont mutualisés. Les droits d’auteur sont supérieurs à ceux de l'édition classique et cédés pour une courte durée. Il y a une sélection et un suivi éditorial et les artistes se chargent de la promotion via leurs médias sociaux existants.
Tous les livres sont lancés en financement participatif en pré-vente via le site d’Exemplaire lui-même,,. Les projets réussis sont ensuite vendus sur le même site et dans les librairies partenaires.

## Historique
Les éditions Exemplaire sont créées par l’autrice de bande dessinée Lisa Mandel et l’ingénieur Antoine Vittecoq. Lisa Mandel avait précédemment auto-édité son livre Une année exemplaire, via une campagne de financement participatif sur Ulule en 2019. C’est grâce à cette expérience et en réponse à la précarité de la profession que le projet Exemplaire se définit,. Le projet est annoncé en novembre 2020, avec une campagne Ulule,, qui remporte plus de 100 000 € sur son objectif de 20 000 €. Le site ouvre en avril 2021 avec des premiers projets de livres.
Un festival Exemplaire a lieu à partir de 2023 à Pantin[réf. nécessaire].
Une collection nommée Kopī (« exemplaire » en japonais) est lancée en septembre 2024 pour éditer des livres façon manga[réf. nécessaire]. La collection Romance Queer est lancée en 2025 [réf. nécessaire].

## Ouvrages
- 2021 :
  - Une année exemplaire, Lisa Mandel
  - Le Monde est Foot, Soulcié
  - Eau de Soulce, Soulcié
  - Contes et Légendes, Sandrine Deloffre
  - Les Vacances de Fantôme Fâché, Aurélien Fernandez
  - L'Abécédaire délicieux, Guillaume Long
  - En attendant la fin du monde, Marc Dubuisson
  - Caro et les zinzins, Caroline Nasica
- 2022 :
  - Wah Wah 1, Charles Berberian avec Michèle Standjofski
  - Un homme d'intérieur, Pochep
  - Rogatons, Boulet
  - Wah Wah 2, Charles Berberian avec Philippe Druillet
  - Se rétablir, Lisa Mandel
  - Animan, Anouk Ricard
  - Le Monopole du doute, Davy Mourier
  - Art & Essai, Sandrine Deloffre
  - Wah Wah 3, Charles Berberian avec Raphaëlle Macaron
  - Gender flou, Tamos le Thermos
  - L'oeil du cyclone, Théo Grosjean
  - The Patate Artbook, Patate Club
- 2023 :
  - Jolis Souvenirs, Sid
  - La Vie est une corvée, Salomé Lahoche
  - Comment rater sa vie ?, Petit Pied
  - Pour Quelques Moutons de Plus, Thorn
  - Je veux tout, et un deuxième enfant, Lucile Gomez
  - Insomnie, Maelle Reat
  - Caro et les Zinzins 2, Caroline Nasica
  - Wah Wah 4, Charles Berberian avec Colin Atthar
  - Extrême, Clara Cuadrado
  - Papa ou le Francky, Camille Blandin
  - Hubert et Josua, Dara Nabati
  - Anthropocène Muséum, Lorrain Oiseau et Maxime Morin
  - Plein feu sur l’escalope milanaise, Ami Inintéressant
  - Dead Line, Helkarava
  - Rogatons 2, Boulet
  - Parents Des Années 80, Cookie Kalkair
  - Fantôme fâché, Aurélien Fernandez
  - Wah Wah 5, Charles Berberian avec Alfred
  - Mauvaise impression, Petit Pied
- 2024 :
  - Aléas/Blips, Eupholie
  - La Dose, Issa Boun
  - En attendant la fin du monde 2, Marc Dubuisson
  - Enchaîné au Rire, Félix Auvard
  - Le Paradis des autres, Salem
  - Amazing French Writers : Marguerite Duras, Pochep
  - Dans la peau d'une bolosse, Lelay
  - Le merveilleux royaume des humains, Tarmasz et Chariospirale
  - Super Biscuit Maudit, Élodie Shanta
  - Sinumonstrus, Boulet
  - Comme un mardi, Ami Inintéressant
  - Félix et les autres, Grolapin
  - Par ailleurs, Lisa Mandel
  - De A à Y, Adrien Yeung
  - Le Chevalier Imberbe, Tamos le Thermos
  - Bandessinai, Nicolas Gendron
- 2025 :
  - Coups & Blessures, Sandrine Deloffre
  - Sal0pe Manifesto, Floxxi
  - Fabienne, Anouk Ricard